# Roberto Luongo
Roberto Luongo, född 4 april 1979 i Montréal, Québec, är en kanadensisk före detta professionell ishockeymålvakt. 
Han spelade under sin karriär 1 044 NHL-matcher med Florida Panthers, Vancouver Canucks och New York Islanders. 

## Klubblagskarriär

### New York Islanders
Islanders draftade Luongo som 4:e spelare totalt i NHL-draften 1997.

### Florida Panthers (I)
Den 24 juni 2000 tradades han till Florida Panthers.

### Vancouver Canucks
Han tradades tillsammans med Lukáš Krajíček och ett val i sjätte rundan i NHL-draften 2006 (Sergej Sjirokov) till Vancouver Canucks den 24 juni 2006 i utbyte mot Todd Bertuzzi, Alex Auld och Bryan Allen.
2006-07 var Luongo en av finalisterna till Hart Trophy som ligans mest värdefulle spelare och till Vezina Trophy som ligans bäste målvakt.
Luongo var den första målvakten sedan Bill Durnan NHL-säsongen 1947-48, att bli utsedd till lagkapten för sitt lag i NHL, vilket han blev 2008-09. Han fick dock inte ha ett C på tröjan för ligan och fråntogs sedan kaptensrollen av klubben efter drygt ett år då den ansågs inverka ofördelaktigt på hans spel.

### Florida Panthers (II)
Den 4 mars 2014 tradades han tillbaka till Florida Panthers tillsammans med Steven Anthony, i utbyte mot Jacob Markström och Shawn Matthias.
Den 26 juni 2019 meddelade han att han avslutar sin karriär.

## Landslagskarriär
Luongo representerade Kanada i många internationella turneringar och var lagets förstemålvakt under OS i Vancouver 2010 då man vann guld efter en dramatisk final mot USA.

## Utmärkelser
QMJHL
| Utmärkelse        | År   |
| ----------------- | ---- |
| Mike Bossy Trophy | 1997 |

NHL
| Utmärkelse                    | År                     |
| ----------------------------- | ---------------------- |
| NHL YoungStars Game           | 2002                   |
| NHL All-Star Team             | 2003, 2007             |
| Mark Messier Leadership Award | Mars 2007              |
| NHL All-Star Game             | 2004, 2007, 2008, 2009 |
| William M. Jennings Trophy    | 2011                   |

Junior-VM
| Priser        | År   |
| ------------- | ---- |
| Bästa Målvakt | 1999 |
| All-Star Team | 1999 |

Vancouver Canucks
| Priser               | År         |
| -------------------- | ---------- |
| Lagkapten            | 2008–09    |
| Cyclone Taylor Award | 2007, 2008 |
| Molson Cup           | 2007, 2008 |